# Kasteel Sagadi
Kasteel Sagadi is een kasteel en landgoed in het Estse dorp Sagadi, gelegen in het Nationaal park Lahemaa. Tegenwoordig omvat het landgoed onder meer een hotel, een restaurant, een natuurschool en twee musea.

## Geschiedenis
De eerste vermeldingen van het kasteel dateren uit 1469. In 1684 kwam het landgoed in handen van de Zweedse generaal Gideon von Fock. Zijn familie zou het bezit nog eeuwenlang behouden. Bij het uitbreken van de Tweede Wereldoorlog verkocht Ernst von Fock het landgoed en verlaat hij Estland. In 1977 werd het landgoed opgekocht door de bosvereniging van Rakvere; kort daarna onderging het een grondige renovatie.
Aan de westzijde van het landgoed werd in 1985 het dendropark aangelegd met 120 boomsoorten, waaronder de dikste Fladderiep van Estland. Twee jaar later, in 1987, opende het kasteel zijn deuren voor het publiek als museum. Behalve het kasteel, dat is ingericht in 19e-eeuwse stijl, werd er ook een bosmuseum geopend.
In 1996 verhuisde het bosmuseum naar de stallen van het kasteel, waar ook het hotel en restaurant zijn gevestigd. In 1999 opende op het landgoed tevens een natuurschool.